# Whispers (Star Trek: Deep Space Nine)
"Whispers" és el catorzè episodi de la segona temporada de la sèrie de televisió de ciència-ficció estatunidenca Star Trek: Deep Space Nine, el 34è de tota la sèrie. Originalment es va emetre en redifusió a partir del 7 de febrer de 1994. L'episodi va ser dirigit per Les Landau en base a un guió de Paul Robert Coyle.
Ambientada al segle XXIV, la sèrie segueix les aventures a Espai Profund 9, una estació espacial situada prop d'un forat de cuc estable entre els Quadrants Alfa i Gamma de la Via Làctia, prop del planeta Bajor, mentre els bajorans es recuperen d'una brutal ocupació de dècades pels imperialistes cardassians. En aquest episodi, el cap d'operacions de DS9, Miles O'Brien, sospita d'una conspiració a bord de l'estació.

## Argument
Miles O'Brien pilota una nau espacial runabout a través del forat de cuc de camí al sistema Parada. Registra un registre personal dels esdeveniments recents:
Fa dos dies, O'Brien va tornar d'una reunió amb els Parada per discutir les mesures de seguretat per a les properes converses de pau. L'endemà al matí, es va despertar i va trobar la seva dona Keiko i la seva filla Molly vestides i esmorzant a les 5:30 del matí; ambdues semblaven incòmodes i sospitoses al seu voltant.
En presentar-se al servei, O'Brien va descobrir que un oficial havia començat a treballar en els arranjaments de seguretat sense ell, aparentment sota ordres del comandant Sisko. Poc després, va veure Sisko i Keiko tenint una conversa privada al Passadís. Quan li van preguntar sobre això, Sisko va afirmar que estava preocupat per les notes del seu fill Jake a la classe de Keiko, però Jake va dir més tard a O'Brien que les seves notes eren bones.
A l'examen físic anual d'O'Brien, el Dr. Bashir va donar a O'Brien un certificat de bona salut només després d'un examen massa llarg i invasiu. A més, els problemes que O'Brien havia estat assignat per solucionar semblaven haver estat dissenyats intencionadament per fer-li passar més temps reparant-los. Revisant els registres dels altres oficials, O'Brien descobreix que Sisko i els altres estaven observant els seus moviments.
O'Brien persuadeix Odo perquè investigui el comportament sospitós dels altres. Però aviat, en una reunió a l'oficina d'Odo, sembla que Odo també s'havia unit a la conspiració; Sisko, Bashir i la major Kira arriben per arrestar i sedar O'Brien. Domina els altres i fuig del Passadís
A través de conductes de manteniment, O'Brien arriba al runabout "Rio Grande" i escapa. Contacta amb l'almirall Rollman per advertir-la que la tripulació de comandament d’Espai Profund 9 estava sota una influència hostil, però ella li ordena que torni a l'estació.
Ara de camí al sistema Parada al Quadrant Gamma, O'Brien és perseguit pel runabout "Mekong". Eludeix els seus perseguidors i s'amaga darrere d'una lluna, i després segueix el "Mekong" fins a Parada II. Allà troba Sisko i Kira amb un parell de rebels Paradan, que prometen que l'explicació al misteri dels últims dies està darrere d'una porta. Un dels Paradan li dispara, i quan la porta s'obre, Bashir hi és darrere, juntament amb un altre O'Brien. Es revela que el govern Paradan va segrestar O'Brien i va crear un clon que creia que era el veritable O'Brien, però que assassinaria els rebels a les converses de pau.
Quan el clon mor, li demana al veritable O'Brien que li digui a Keiko que l'estima.

## Artistes convidats
- Rosalind Chao - Keiko O'Brien
- Susan Bay - Almirall Rollman
- Todd Waring - Alferes DeCurtis
- Philip LeStrange - Coutu

## Producció
"Whispers" és un dels diversos episodis en què O'Brien és sotmès a una intensa pressió psicològica, anomenats en broma episodis "O'Brien Must Suffer"; els productors i guionistes van considerar que aquests episodis atraurien els espectadors a causa de la qualitat d'home corrent d'O'Brien. Altres episodis "O'Brien Must Suffer" foren "Tribunal", "Visionary", "Hard Time", "The Assignment", "Honor Among Thieves", i "Time's Orphan".

## Recepció
Escrivint per a Tor.com, Keith DeCandido va donar a l'episodi un 7 sobre 10; Va lloar la creixent tensió al llarg de l'episodi, la direcció de Les Landau, Rosalind Chao interpretant la incòmoda Keiko en presència d'O'Brien, i el final amb girs sent "un cop de puny magníficament interpretat". Va considerar que l'episodi no es va beneficiar de visualitzacions repetides perquè es basava massa en la revelació final. Zack Handlen de The A.V. Club va resumir la seva crítica escrivint que "“Whispers” es manté unit i té una conclusió subversivament fosca", i també va assenyalar les similituds amb el conte de Philip K. Dick Impostor. Jamahl Epsicokhan, escrivint per a Jammer's Reviews, va donar a l'episodi un 4 de 4; va considerar que el final era "tràgic i commovedor", i que l'episodi en conjunt és "un episodi magníficament concebut que es troba entre els misteris més hàbilment construïts a Trek". El 2018, Vulture.com va qualificar "Whispers" com el 14è millor episodi de Star Trek: Deep Space Nine, lloant el seu final sorprenent. El 2017, aquest episodi va ser considerat un dels que presentava contingut terrorífic i/o inquietant de Star Trek.
El 2015, Geek.com va recomanar aquest episodi com a "imprescindible" per a la seva guia abreujada de marató de sèries de Star Trek: Deep Space Nine.
El 2020, Den of Geek va classificar aquest episodi com el 25è episodi més terrorífic de totes les sèries de Star Trek fins aleshores.

## Llançaments
"Armageddon Game" i "Whispers" es van publicar en VHS en un sol casset al Regne Unit, Star Trek: Deep Space Nine Vol. 17- Armageddon Game/Whispers (número de catàleg VHR 2870).
L'1 d'abril de 2003 es va publicar la segona temporada de Star Trek: Deep Space Nine en discs de vídeo DVD, amb 26 episodis en set discs.
Aquest episodi es va publicar el 2017 en DVD amb la caixa de la sèrie completa conjunt, que tenia 176 episodis en 48 discs.